# Nawiedzony dom (singel)
Nawiedzony dom – trzeci singel polskiego rapera White’a 2115 z jego szóstego albumu studyjnego, zatytułowanego Rockst4r. Singel został wydany 23 czerwca 2024.

## Geneza utworu i historia wydania
Piosenka została napisana i skomponowana przez Sebastiana Czekaja i Mikołaja Vargasa, który również odpowiada za produkcję utworu. 
Singel ukazał się w formacie digital download 23 czerwca 2024 w Polsce wydaniem własnym w dystrybucji Sony Music Entertainment Poland. Piosenka została umieszczona na szóstym albumie studyjnym White’a 2115 – Rockst4r.

## Lista utworów
- Digital download[2]

1. „Nawiedzony dom” – 2:25

## Notowania

### Pozycje na listach sprzedaży
| Kraj   | Lista (2024)             | Najwyższa pozycja |
| ------ | ------------------------ | ----------------- |
| Polska | OLiS – single w streamie | 56                |